# أفريكا موروكو لينك
أفريكا موروكو لينك (بالإنجليزية: Africa Morocco Link واختصارًا: AML) هي شركة نقل بحري مغربية تأسست سنة 2016. تُشغّل الشركة رحلات لنقل المسافرين والبضائع عبر مضيق جبل طارق، انطلاقًا من ميناء طنجة المتوسط وميناء طنجة المدينة في المغرب نحو ميناء الجزيرة الخضراء وطريفة في إسبانيا.
كانت الشركة في بدايتها مملوكةً بشراكة بين بنك إفريقيا وأتيكا جروب اليونانية، لكن منذ عام 2021 أصبحت مملوكة من طرف الشركة المغربية للنقل (CTM) (بنسبة 51٪) وستينا لاين (بنسبة 49٪).

## لمحة تاريخية
أُسست شركة أفريكا موروكو لينك في عام 2016 بهدف تشغيل خدمات العبارات المجدولة بين المغرب وأوروبا، وذلك إثر اتفاقية بين بنك إفريقيا وأتيكا جروب، حيث امتلكت الأخيرة 49٪ من رأس المال.
أطلقت الشركة أولى خدماتها في 17 يونيو 2016 على خط طنجة المتوسط – الجزيرة الخضراء بواسطة السفينة دياجوراس، ثم وسّعت نشاطها مؤقتًا إلى المرية – الناظور في أكتوبر من نفس السنة.
في 4 يونيو 2024، أطلقت الشركة خطًا جديدًا يربط بين ميناء طنجة المدينة وميناء طريفة الإسباني، حيث انطلقت أول رحلة على متن السفينة "Morocco Express 1".

## أسطول السفن التابعة للشركة

### الأسطول الحالي للشركة
| اسم السفينة | تاريخ الإنشاء | تاريخ دخول الخدمة | العلم  | المسار                                     |
| ----------- | ------------- | ----------------- | ------ | ------------------------------------------ |
| موروكو ستار | 1980          | 2017              | المغرب | ميناء الجزيرة الخضراء - ميناء طنجة المتوسط |
| موروكو صن   | 1980          | 2019              | المغرب | ميناء الجزيرة الخضراء - ميناء طنجة المتوسط |

### سفن كانت تابعة لأسطول الشركة في السابق
| اسم السفينة    | تاريخ الإنشاء | تاريخ دخول الخدمة | تاريخ مغادرة أسطول الشركة | المسار |
| -------------- | ------------- | ----------------- | ------------------------- | --- |
| الفينيزيلوس    | 1984          | 2016              | 2016                      | كانت مستأجرة لتُبحر من ميناء الجزيرة الخضراء - ميناء طنجة المتوسط خلال موسم صيف 2016                                           |
| أيلاه          | 2009          | 2016 و2017        | 2017                      | كانت مستأجرة لتبحر من ميناء الجزيرة الخضراء - ميناء طنجة المتوسط خلال فصلي صيف عام 2016 وعام 2017                             |
| كوين نفرتيتي   | 1997          | 2017              | 2017                      | كانت مستأجرة لتبحر من ميناء الجزيرة الخضراء - ميناء طنجة المتوسط خلال موسم صيف 2017                                           |
| دياجوراس       | 1988          | 2016              | 2017                      | كانت مستأجرة لتُبحر من ميناء الجزيرة الخضراء - ميناء طنجة المتوسط (2016-2017) وفي أكتوبر 2017 من ميناء ألميريا - ميناء الناظور |
| هيلينك هايسبيد | 1997          | 2022              | 2022                      | كانت مستأجرة لتُبحر من ميناء الجزيرة الخضراء - ميناء طنجة المتوسط خلال موسم صيف عام 2022                                       |